# تشيستر ر. كرين
تشيستر ر. كرين هو سياسي أمريكي، ولد في 15 مارس 1914 في دي موين في الولايات المتحدة، وتوفي في 13 ديسمبر 1984 في فريسنو في الولايات المتحدة.